# Ardea
Ardea – miasto i gmina we Włoszech, w regionie Lacjum, w prowincji Rzym.
Według danych na rok 2004 gminę zamieszkiwało 25 905 osób, 518,1 os./km².

## Współpraca
Miejscowość partnerska:
- Rielasingen-Worblingen, Niemcy